# Episodi di Stargate SG-1 (nona stagione)
La nona stagione della serie televisiva di fantascienza Stargate SG-1 è composta da 20 episodi e fu trasmessa per la prima volta negli Stati Uniti dal 15 luglio 2005 al 10 marzo 2006 sulla rete televisiva Sci-Fi Channel. 
La serie in Italia è stata trasmessa a pagamento sulla rete satellitare Fox dal 27 maggio all'11 novembre 2006, e in chiaro su LA7 dal 31 luglio 2008 al 2 ottobre 2008.

Il cast principale della nona stagione vede l'abbandono di Richard Dean Anderson, sostituito al vertice del Comando Stargate da Beau Bridges nel ruolo del generale Hank Landry, e l'aggiunta del tenente colonnello Cameron Mitchell, interpretato da Ben Browder. Rimangono inalterati i ruoli di Michael Shanks come dottor Daniel Jackson, di Christopher Judge che interpreta l'alieno Teal'c e di Amanda Tapping nei panni del tenente colonnello Samantha Carter, che però appare solo brevemente nei primi cinque episodi a causa della sua recente maternità. Il personaggio di Vala Mal Doran, interpretato da Claudia Black apparirà in ben otto episodi della stagione.
La serie rappresenta un punto di rottura della trama, non solo per le sostanziali modifiche nel cast, ma anche perché introduce una relazione fra gli Antichi e la mitologia bretone e un nuovo nemico, gli Ori e i loro seguaci.
| nº | Titolo originale             | Titolo italiano                   | Prima TV originale | Prima TV Italia   |
| -- | ---------------------------- | --------------------------------- | ------------------ | ----------------- |
| 1  | Avalon (Part 1)              | Una nuova avventura               | 15 luglio 2005     | 27 maggio 2006    |
| 2  | Avalon (Part 2)              | La fortezza di Avalon             | 22 luglio 2005     | 3 giugno 2006     |
| 3  | Origin                       | Gli dei del fuoco                 | 29 luglio 2005     | 10 giugno 2006    |
| 4  | The Ties That Bind           | Legami vincolanti                 | 5 agosto 2005      | 17 giugno 2006    |
| 5  | The Powers That Be           | La minaccia degli Ori             | 12 agosto 2005     | 24 giugno 2006    |
| 6  | Beachhead                    | La trappola                       | 19 agosto 2005     | 1º luglio 2006    |
| 7  | Ex Deus Machina              | Le molte vite di Ba'al            | 26 agosto 2005     | 8 luglio 2006     |
| 8  | Babylon                      | Il vero nemico                    | 9 settembre 2005   | 15 luglio 2006    |
| 9  | Prototype                    | Il prototipo                      | 16 settembre 2005  | 22 luglio 2006    |
| 10 | The Fourth Horseman (Part 1) | Virus mortale (parte 1)           | 16 settembre 2005  | 29 luglio 2006    |
| 11 | The Fourth Horseman (Part 2) | Virus mortale (parte 2)           | 6 gennaio 2006     | 9 settembre 2006  |
| 12 | Collateral Damage            | Danni collaterali                 | 13 gennaio 2006    | 16 settembre 2006 |
| 13 | Ripple Effect                | Universi paralleli                | 20 gennaio 2006    | 23 settembre 2006 |
| 14 | Stronghold                   | La fortezza                       | 27 gennaio 2006    | 30 settembre 2006 |
| 15 | Ethon                        | La missione tragica               | 3 febbraio 2006    | 7 ottobre 2006    |
| 16 | Off the Grid                 | Un souvenir per Nerus             | 10 febbraio 2006   | 14 ottobre 2006   |
| 17 | The Scourge                  | Insetti assassini                 | 17 febbraio 2006   | 21 ottobre 2006   |
| 18 | Arthur's Mantle              | Il segreto di Merlino             | 24 febbraio 2006   | 28 ottobre 2006   |
| 19 | Crusade                      | Il pericolo degli Ori             | 3 marzo 2006       | 4 novembre 2006   |
| 20 | Camelot                      | La maledizione del Cavaliere Nero | 10 marzo 2006      | 11 novembre 2006  |

- Durante la messa in onda in chiaro su La7 è stato indicato il titolo originale in inglese di ciascun episodio invece del suo equivalente italiano, quest'ultimo usato nella trasmissione della serie a pagamento su Fox e nel DVD.

## Una nuova avventura
- Titolo originale: Avalon (Part 1)
- Diretto da: Andy Mikita
- Scritto da: Robert C. Cooper

### Trama
Il pilota della Air Force Cameron Mitchell, un eroe della lotta contro Anubis, è stato assegnato al comando dell'SG-1 con il compito di rifondarla, dato che tutti i suoi membri hanno preso strade diverse. Mentre Cameron tenta di convincere Carter, Daniel Jackson e Teal'c a ritornare, una vecchia conoscenza di Daniel Jackson, la ladra e truffatrice Vala Mal Doran, arriva sulla Terra e mette in atto uno dei suoi trucchi per convincere l'SG-1 ad aiutarla nella ricerca di un antico tesoro degli Antichi.
- Special Guest: Richard Dean Anderson come Jack O'Neill, Claudia Black come Vala Mal Doran, Lexa Doig nel ruolo di Carolyn Lam, Matthew Walker nella parte di Merlino.
- L'assenza del personaggio di Samantha Carter (che appare solo brevemente in un video) è dovuta alla sua avanzata gestazione durante le riprese, dato che non era sua intenzione far modificare la trama per includere una gravidanza[1]

## La fortezza di Avalon
- Titolo originale: Avalon (Part 2)
- Diretto da: Andy Mikita
- Scritto da: Robert C. Cooper

### Trama
La squadra trova un misterioso libro che rivela come gli Antichi discendano in realtà dal popolo degli Alterani, provenienti da una lontana galassia e giunti in un luogo da loro chiamato Avalon. Assieme al libro viene ritrovato un dispositivo di comunicazione degli Antichi che fa cadere Daniel e Vala in uno stato di incoscienza, mentre le loro menti sono proiettate nei corpi di una giovane coppia che vive in una galassia remota.
- Special Guest: Claudia Black come Vala Mal Doran, Lexa Doig come Carolyn Lam.

## Gli Dei del fuoco
- Titolo originale: Origin
- Diretto da: Brad Turner
- Scritto da: Robert C. Cooper

### Trama
Mentre Daniel e Vala, nei corpi da loro ospitati, sono condotti dai Priori alla presenza degli stessi Ori, un Priore comparso nella nostra Galassia a predicare su un pianeta rurale viene portato sulla Terra, dove espone le basi della religione assolutista delle Origini: i convertiti dovranno esibire totale devozione e sottomissione, i non credenti dovranno essere distrutti.
- Special Guest: Richard Dean Anderson come Jack O'Neill, Claudia Black come Vala Mal Doran, Lexa Doig nel ruolo di Carolyn Lam, Julian Sands che interpreta il Doci,  ossia il capo dei Priori, Louis Gosset Jr. nei panni del capo Jaffa Gerak.

## Legami vincolanti
- Titolo originale: The Ties That Bind
- Diretto da: Will Waring
- Scritto da: Joseph Mallozzi e Paul Mullie

### Trama
In conseguenza di una coppia di bizzarri bracciali Goa'uld, Daniel Jackson e Vala Mal Doran sono legati da una forza che li ucciderà se sono separati. Ma i bracciali sono stati rubati da Vala a uno scienziato che chiede, in cambio del suo aiuto, di riavere una collana appartenuta a sua madre. Jackson, Mitchell e Vala devono così ripercorrere a ritroso le truffe perpetrate da quest'ultima per ritrovcare la collana e la propria libertà. Nel frattempo, l'International Oversight Advisory (IOA) ha deciso di ridurre i fondi all'SGC a vantaggio del progetto Atlantide.
- Special Guest: Claudia Black come Vala Mal Doran, Lexa Doig come Carolyn Lam, Bruce Gray nel ruolo del senatore Fisher, Wallace Shawn nei panni dello scienziato Arlos Kadawam.

## La minaccia degli Ori
- Titolo originale: The Powers That Be
- Diretto da: Will Waring
- Scritto da: Martin Gero

### Trama
La squadra SG-1 visita un pianeta ed è testimone della reale minaccia costituita dagli Ori: il Priore annuncia che non ci sarà scampo per chi non si sottometterà. Gli abitanti di quel mondo, che un tempo veneravano Vala come un dio, ora vogliono processarla in quanto la ritengono colpevole di averli tutti manipolati. 

## La trappola
- Titolo originale: Beachhead
- Diretto da: Brad Turner
- Scritto da: Brad Wright

### Trama
Il Comando Stargate richiede l'assistenza del Colonnello Samantha Carter quando gli Ori prendono il controllo di un mondo appartenente alla nuova nazione libera dei Jaffa. Il Priore ha infatti ucciso alcuni jaffa che non volevano sottomettersi e ha creato un misterioso campo di energia. Per neutralizzare il nemico, Jackson e gli altri si fanno aiutare da uno strano Goa'uld di nome Nerus.

## Le molte vite di Ba'al
- Titolo originale: Ex Deus Machina
- Diretto da: Martin Wood
- Scritto da: Joseph Mallozzi e Paul Mullie

### Trama
La squadra SG-1 deve investigare quando alcuni evidenti indizi sembrano indicare la presenza di un Jaffa in una città americana. L'alieno potrebbe essere sulle tracce di Ba'al, il quale si starebbe nascondendo sulla Terra. Nel frattempo aumenta la tensione fra il nostro pianeta e la libera nazione dei Jaffa.

## Il vero nemico
- Titolo originale: Babylon
- Diretto da: Peter DeLuise
- Scritto da: Damian Kindler

### Trama
Il Ten. Col. Mitchell rimane ferito durante una scaramuccia con un guerriero appartenente a una mitica tribù dei Jaffa. Dopo aver avuto ragione del suo avversario, Mitchell viene in seguito costretto ad allenarsi per partecipare a una battaglia rituale all'ultimo sangue. Durante la prigionia, il membro della squadra Sg-1 sente un Priore che sta parlando con uno dei Sodan. 

## Il prototipo
- Titolo originale: Prototype
- Diretto da: Peter DeLuise
- Scritto da: Alan McCullough

### Trama
Sul pianeta P3X-584, la squadra SG-1 scopre un misterioso laboratorio sotterraneo nel quale si trova Khalek, un ibrido umano e Goa'uld geneticamente avanzato, da tempo in stasi. Si tratta del primo di una razza di guerrieri d'élite concepiti da Anubis. La squadra deve perciò decidere quale sarà il destino del giovane. Questi si rivelerà presto una grossa minaccia. 

## Virus mortale (parte 1)
- Titolo originale: The Fourth Horseman (Part 1)
- Diretto da: Andy Mikita
- Scritto da: Damian Kindler

### Trama
Gli Ori liberano un mortale virus sulla Terra e forzano così Orlin (episodio 5x03 Ascensione) un potente alleato del passato e Asceso, a venire in aiuto prima che tutto il nostro pianeta venga contagiato. Gerak ormai indottrinato propone alla nazione libera dei Jaffa di unirsi alla religione degli Ori.

## Virus mortale (parte 2)
- Titolo originale: The Fourth Horseman (Part 2)
- Diretto da: Andy Mikita
- Scritto da: Damian Kindler

### Trama
Mentre il virus scatenato dagli Ori si espande rapidamente sulla Terra, la squadra Sg-1 spera che colui che ha diffuso la malattia sia anche la chiave per trovare una cura al morbo. Cercano quindi di mettere a punto un dispositivo in grado di annientare i poteri dei temibili Priori. Gerak continua a fare pressione sui Jaffa affinché si uniscano alla causa degli Ori.

## Danni collaterali
- Titolo originale: Collateral Damage
- Diretto da: Will Waring
- Scritto da: Joseph Mallozzi e Paul Mullie

### Trama
In preda a una serie di visioni, il Colonnello Mitchell è convinto di aver ucciso la dottoressa Varrik. Appena 24 ore prima, il militare si era sottoposto a un esperimento utilizzando un dispositivo tecnologico, in grado di recuperare i ricordi di una persona e trasferirli nella mente di un'altra. Daniel e Samantha cercano quindi di scoprire che cosa sia realmente successo.

## Universi paralleli
- Titolo originale: Ripple Effect
- Diretto da: Peter DeLuise
- Scritto da: Brad Wright, Joseph Mallozzi e Paul Mullie

### Trama
Diverse versioni della squadra Sg-1 si presentano al Comando dello Stargate. I membri della "vera" squadra arrivano alla conclusione che il buco nero creato dall'esplosione del Supergate degli Ori potrebbe aver collegato la Terra a infiniti universi paralleli. L'originale squadra Sg-1 parte per raggiungere il buco nero.

## La fortezza
- Titolo originale: Stronghold
- Diretto da: Peter DeLuise
- Scritto da: Alan McCullough

### Trama
La nazione Jaffa è a un passo dalle sue prime elezioni. A sorpresa, due candidati annunciano il loro ritiro. Ba'al rapisce Teal'C come parte di un piano per minare il passaggio della libera nazione Jaffa a un sistema democratico. Mitchell viene a sapere che un suo vecchio amico è in fin di vita e così chiede a Landry di sottoporlo a un'operazione mediante tecnologia aliena. 

## La missione tragica
- Titolo originale: Ethon
- Diretto da: Ken Girotti
- Scritto da: Damian Kindler e Robert C. Cooper

### Trama
Daniel viene imprigionato sul pianeta Tegalus, i cui abitanti della nazione Rend sono caduti sotto la malvagia influenza dei Priori degli Ori. La Prometeo si ritrova coinvolta in un violentissimo conflitto a fuoco quando i membri della SG-1 tentano di soccorrere il loro amico e collega e distruggere un'arma satellitare degli Ori. Disgraziatamente l'SGC ignora che questa ha uno scudo infrangibile dalle armi dell'astronave, errore che ne causerà purtroppo la distruzione oltre alla morte di 39 membri dell'equipaggio compreso il comandante Pendergast che non sono riusciti a teletrasportarsi sul pianeta. I superstiti comunque disabiliteranno il satellite con un missile IEM lanciato da Caledonia ma l'F-302 inviato a distruggerlo farà dietro-front all'ultimo, i Rend offrono l'esilio ai Caledoniani solo per rimangiarsi la parola un minuto dopo e puntano la capitale. La situazione si sbloccherà a seguito dello scontro a fuoco tra il comandante della base del satellite e il primo ministro il cui giudizio era offuscato dagli Ori, quest'ultimo morirà. Daniel verrà poi rilasciato. Si verrà poi a scoprire che le due nazioni si attaccheranno a vicenda e lo Stargate resterà sepolto sotto le macerie rendendolo inaccessibile.

## Un souvenir per Nerus
- Titolo originale: Off the Grid
- Diretto da: Peter DeLuise
- Scritto da: Alan McCullough

### Trama
La squadra SG-1 viene catturata mentre i suoi membri si trovano su di un mondo alieno per scoprire l'origine di un tipo di mais chiamato kassa dopo che lo Stargate di quel pianeta sembra scompare di colpo mentre tentavano la fuga, così Landry chiede aiuto a Nerus per indagare su questa e altre sparizioni di portali confermando che sono opera di Ba'al il quale sta tentando di ricostruire il suo impero. Fortunatamente la nave Odyssey (gemella della Daedalus e successore della Prometeo distrutta nell'episodio precedente) interviene giusto in tempo per salvare l'SG-1. In seguito dopo aver impiantato un tracciatore su Nerus lo seguiranno fino alla nave di Ba'al e recupereranno gli Stargate eludendo nel contempo anche l'Alleanza Lucien.

## Insetti assassini
- Titolo originale: The Scourge
- Diretto da: Ken Girotti
- Scritto da: Joseph Mallozzi e Paul Mullie

### Trama
Il giro all'interno del Sito Gamma a 24.000 anni luce dalla Terra da parte di un gruppo di diplomatici stranieri si trasforma in una situazione potenzialmente pericolosa quando un'insidiosa specie di insetti, sospettati di essere la nuova arma segreta dei Priori, molto ghiotti di carne, riesce a sfuggire al controllo degli scienziati.

## Il segreto di Merlino
- Titolo originale: Arthur's Mantle
- Diretto da: Peter DeLuise
- Scritto da: Alan McCullough

### Trama
Teal'C e gli uomini della SG-9 scoprono che i Sodan sono stati brutalmente attaccati. Intanto, durante esperimenti su un misterioso manufatto, Mitchell e Carter vengono colpiti da un fascio di luce e trasportati in un'altra dimensione che li rende del tutto invisibili al resto dell'equipaggio presente al Comando dello Stargate.

## Il pericolo degli Ori
- Titolo originale: Crusade
- Diretto da: Robert C. Cooper
- Scritto da: Robert C. Cooper

### Trama
Vala Mal Doran, che si trova nella galassia natale degli Ori, contatta il Quartier Generale dello Stargate e racconta la storia della sua vita in un villaggio di seguaci degli Ori, i quali stanno mettendo a punto una micidiale arma da guerra e si stanno preparando a una nuova invasione.

## La maledizione del Cavaliere Nero
- Titolo originale: Camelot
- Diretto da: Martin Wood
- Scritto da: Joseph Mallozzi e Paul Mullie

### Trama
La squadra SG-1 scopre il villaggio di Camelot su di un mondo alieno. Mentre sono alla ricerca di un'arma appartenente agli Antichi, i membri della squadra debbono affrontare il sistema di sicurezza creato da Merlino. Altrove, la Terra e i suoi alleati assemblano una flotta dopo la scoperta di un Supergate Ori in funzione.